# Tao Geoghegan Hart
Pour les articles homonymes, voir Hart.
Tao Geoghegan Hart (en anglais [ˈteɪoʊ ˌɡeɪɡən ˈhɑːrt]), né le 30 mars 1995 à Londres, est un coureur cycliste britannique. 
Spécialiste des courses par étapes, il remporte le Tour d'Italie 2020, après avoir gagné deux étapes.

## Biographie
Les noms inhabituels Tao et Geoghegan sont irlandais, Tao signifiant Tom en gaélique irlandais, le nom de son père.

### Débuts dans le cyclisme

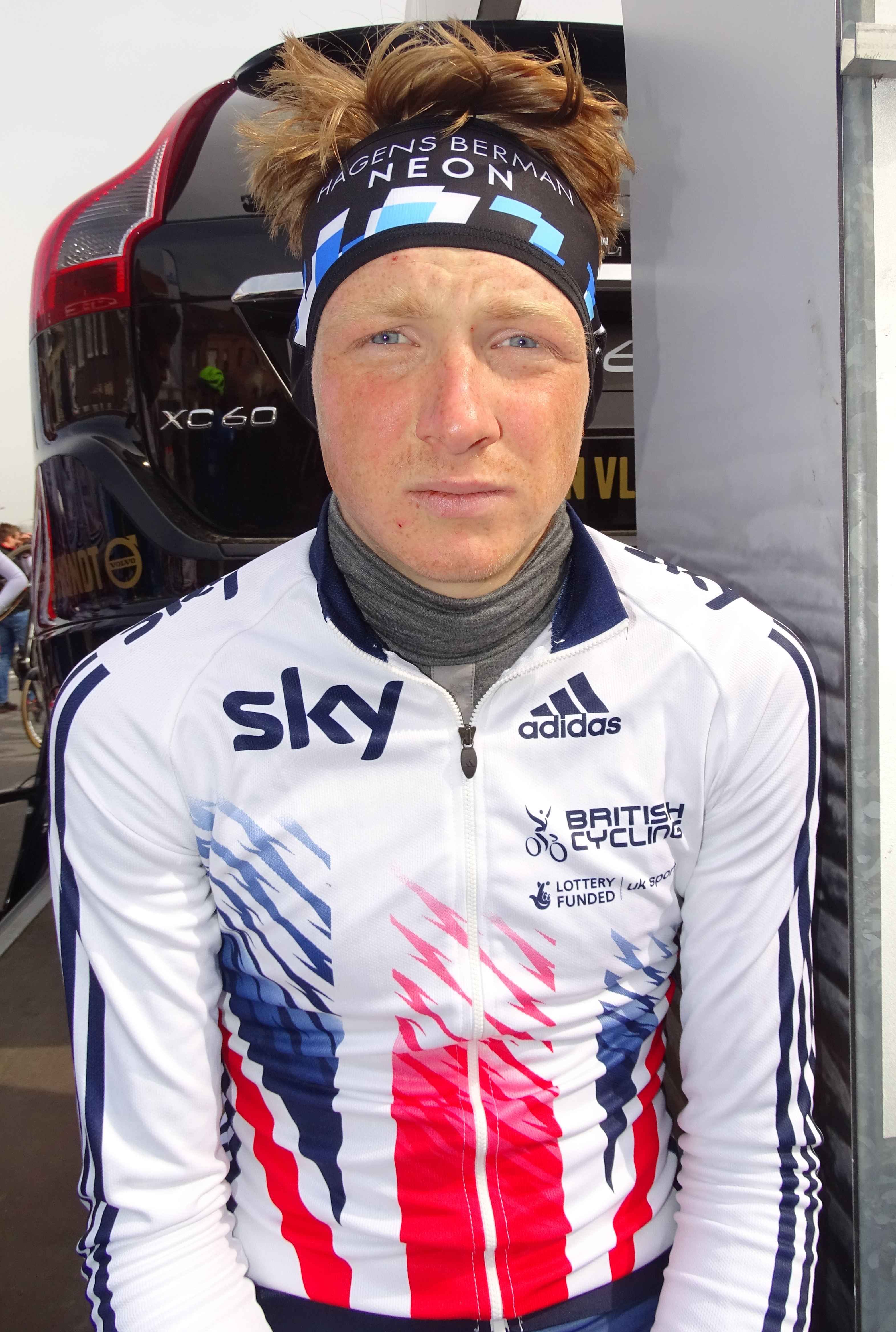
Tao Geoghegan Hart lors du départ du Tour des Flandres espoirs 2016 à Audenarde.

Durant son enfance, il pratique le football, puis la natation.  À l'âge de 13 ans, il participe à un relais de natation à travers la Manche, en 11 heures et 34 minutes. Durant l'été 2008, il participe à la Dunwich Dynamo (en), une course cycliste nocturne entre Hackney et Dunwich. Il s'inscrit au Cycling Club Hackney peu de temps après. En 2009, il commence à travailler pour le magasin de vélos Condor Cycles, dans le centre de Londres, une marque qui devient son sponsor personnel durant ses années junior.
En 2011, il intègre le programme de formation des moins de 16 ans de la fédération britannique. Il fait ses débuts sur piste et continue de pratiquer la route. Il est sélectionné pour le Festival olympique de la jeunesse européenne et est vice-champion de Grande-Bretagne sur route cadets cette année-là. En 2012, il passe au programme de formation des moins de 18 ans. Lors des championnats d'Europe sur piste juniors, il remporte la médaille d'argent de la poursuite par équipes masculin juniors avec ses compatriotes Jonathan Dibben, Samuel Lowe et Christopher Latham. En fin de saison, il participe aux championnats du monde sur route juniors. Il se classe 35e du contre-la-montre et 21e de la course en ligne.
L'année suivante, en 2013, il décide de participer prioritairement à des épreuves sur route. Il prend part à plusieurs épreuves de la Coupe des Nations Juniors. Il s'adjuge une étape et le classement général du Tour d'Istrie, termine troisième de Paris-Roubaix juniors et cinquième de la Course de la Paix juniors. Il remporte également une étape et le classement général du Giro della Lunigiana. Il se classe également huitième du Keizer der Juniores et neuvième des Trois jours d'Axel. En fin de saison, il termine 118e des mondiaux juniors.
En 2014, il rejoint Bissell Development, équipe formatrice dirigée par Axel Merckx. Il participe aux courses du calendrier professionnel et espoirs (moins de 23 ans). Il se classe 15e du Tour des Flandres espoirs, 20e de la Côte Picarde et troisième de Liège-Bastogne-Liège espoirs. Il participe également au Tour de Californie 2014. En août, il termine dixième du Tour de l'Avenir, dont il est une des révélations. En 2015, il est à nouveau troisième de Liège-Bastogne-Liège espoirs. En août, il devient stagiaire au sein de l'équipe World Tour britannique Sky. L'année suivante, en 2016, il devient  champion de Grande-Bretagne sur route espoirs et gagne le Trofeo Banca Popolare di Vicenza. Au mois d'août, il signe un contrat pour rejoindre la formation Sky en 2017.

### 2017-2019: débuts chez les professionnels et premiers succès

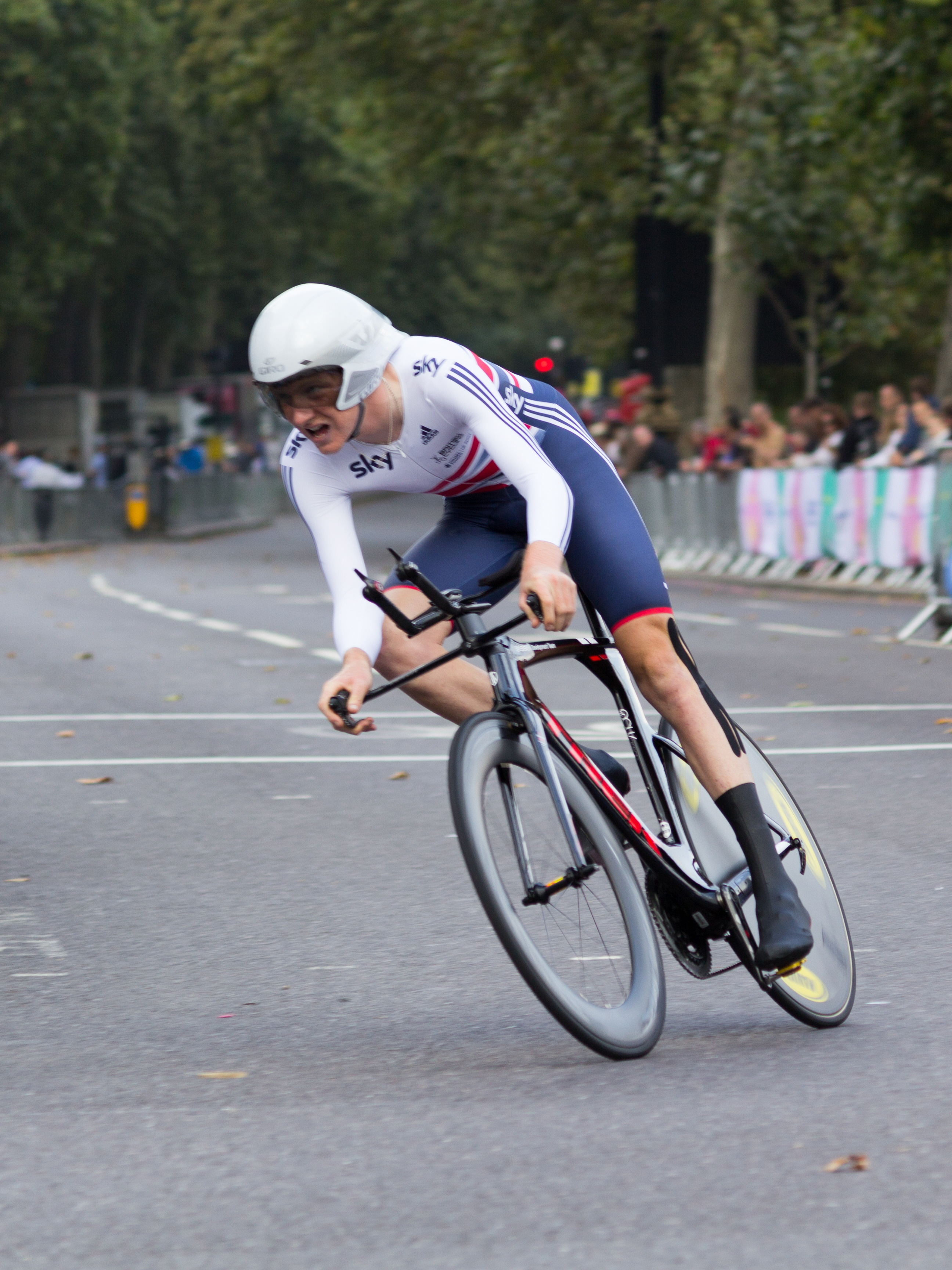
Geoghegan Hart lors du Tour de Grande-Bretagne 2014.

Pour sa première saison chez Sky, il est quatrième du Trofeo Serra de Tramontana dès sa deuxième course. Il a un rôle d'équipier sur les courses par étapes, mais obtient plusieurs résultats : huitième du Tour de Yorkshire et du Tour de Californie, ainsi qu'une quatorzième place sur le Tour de Suisse.
En 2018, il est cinquième et meilleur jeune du Tour de Californie, cinquième également du Tour de Burgos. Il remporte aussi, cette année-là, le contre-la-montre par équipes du Critérium du Dauphiné, course dont il termine treizième. En août, il participe au Tour d'Espagne, son premier grand tour, où il se classe 62e.
En 2019, il obtient ses premiers succès professionnels, avec deux étapes du Tour des Alpes, course qu'il termine à la deuxième place derrière son coéquipier Pavel Sivakov. La même année, il se classe 20e au classement général du Tour d'Espagne.

### 2020: victoire au Tour d'Italie
Il commence sa saison 2020 en se classant troisième du Tour de la Communauté valencienne à six secondes du vainqueur Tadej Pogačar. La saison étant arrêtée en raison de la pandémie de Covid-19, il ne court sa deuxième épreuve qu'en août, mais abandonne au cours de ses trois courses de reprise. 
Il participe ensuite au Tour d'Italie, en octobre, où il doit accompagner son leader Geraint Thomas. Celui-ci abandonne après une chute lors de la 3e étape et Geoghegan Hart récupère le rôle de leader, même s'il occupe alors la 24e place du général à plus de trois minutes de João Almeida. Il gagne des places au fil des étapes et se retrouve onzième du général après deux semaines de course. Le 18 octobre, il décroche sa première victoire sur un grand tour lors de la 15e étape. À l'arrivée au sommet alpin du Piancavallo, il est le seul à suivre le duo de l'équipe Sunweb composé de Jai Hindley et Wilco Kelderman, avant de s'imposer au sprint. Ce résultat lui permet de remonter à la quatrième place du classement général, à une semaine de l'arrivée. Lors de la 18e étape, dans les Dolomites, il est battu au sprint par Jai Hindley, mais il se rapproche à 15 secondes du nouveau maillot rose Kelderman. Deux jours plus tard, lors de la 20e étape, à Sestrières, il s'impose devant Hindley et revient à 86 centièmes de seconde de l'Australien qui récupère le maillot rose. Le contre-la-montre final à Milan permet à Geoghegan Hart de gagner le Giro, en battant son concurrent de 39 secondes. Il  devient ainsi le premier vainqueur de l'histoire du Giro à ne jamais avoir porté le maillot rose pendant l'épreuve. Il est ainsi le cinquième coureur britannique à remporter un Grand Tour (après Bradley Wiggins, Chris Froome, Geraint Thomas et Simon Yates), le deuxième Britannique à remporter le Giro (après Froome en 2018) et le plus jeune coureur britannique à remporter un grand tour. 

### 2021-2022: deux saisons difficiles

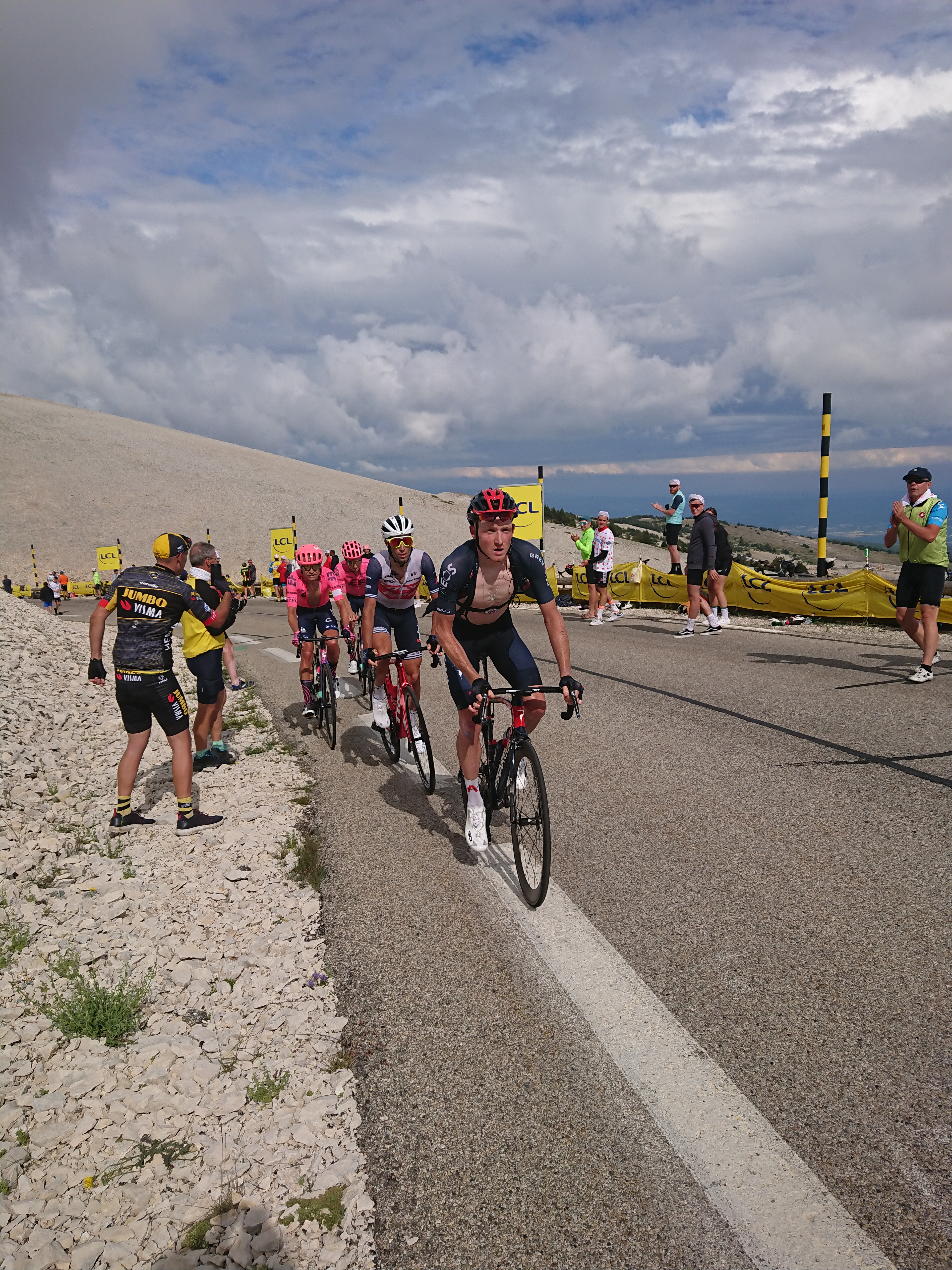
Tao Geoghegan Hart au Mont Ventoux lors du Tour de France 2021.

Il connait deux saisons difficiles après sa victoire au Tour d'Italie en 2020, devant faire face au COVID et à des infections répétées par la suite. Il termine 60e du Tour de France 2021 et se classe à la 19e place du Tour d'Espagne 2022.

### 2023: une demi-saison réussie avant une lourde chute
Il fait son retour en forme début 2023 après avoir remporté la 4e étape du Tour de la Communauté valencienne, sa première victoire depuis plus de 2 ans et le Giro 2020. Il termine ensuite troisième au classement général et décroche la même place lors de Tirreno-Adriatico. En avril, il domine le Tour des Alpes , où il gagne le classement général, deux étapes et le classement par points. 
Lors du Tour d'Italie, il désigné co-leader pour Ineos Grenadiers aux côtés de Geraint Thomas. Ses performances lors des deux premiers contre-la-montre lui permettent de se placer au classement général. Troisième de celui-ci au départ de la onzième étape à 5 secondes de son coéquipier Geraint Thomas, Tao Geoghegan Hart chute et abandonne en cours d'étape. Il est atteint d'une fracture à la hanche gauche et ne court plus de toute la saison.

### Depuis 2024: Lidl-Trek
En août 2023, Lidl-Trek annonce le recrutement de Tao Geoghegan Hart avec un contrat durant de 2024 à 2026 inclus.
Il fait son retour à la compétition en février 2024 en se classant douzième du Tour de l'Algarve. Deux mois plus tard, il est neuvième du Tour de Romandie. En fin d'année, il est au départ du  Tour d'Espagne, mais n'obtient aucun top 10.

## Vie privée
La compagne de Geoghegan Hart, Lotte Wubben-Moy, est une joueuse de football, internationale anglaise et membre de l’équipe Arsenal Women Football Club.

## Palmarès sur route

### Palmarès amateur
- 2011
  - 2e du championnat de Grande-Bretagne sur route cadets
- 2013
  - Tour d'Istrie :
    - Classement général
    - 2e étape

  - Giro della Lunigiana :
    - Classement général
    - 1re étape

  - 3e de Paris-Roubaix juniors
- 2014
  - 3e de Liège-Bastogne-Liège espoirs
- 2015
  - 3e du championnat de Grande-Bretagne du contre-la-montre espoirs
  - 3e de Liège-Bastogne-Liège espoirs
- 2016
  -  Champion de Grande-Bretagne sur route espoirs
  - Trofeo Banca Popolare di Vicenza
  - 5e étape du Tour de Savoie Mont-Blanc
  - 2e du championnat de Grande-Bretagne du contre-la-montre espoirs
  - 2e de la Course de la Paix espoirs
  - 2e du Tour de Savoie Mont-Blanc
  - 9e du championnat d'Europe du contre-la-montre espoirs

### Palmarès professionnel
- 2018
  - 3e étape du Critérium du Dauphiné (contre-la-montre par équipes)
  - 5e du Tour de Californie
- 2019
  - 1re et 4e étapes du Tour des Alpes
  - 2e du Tour des Alpes
  - 5e du Tour de Pologne
- 2020
  - Tour d'Italie : 
    -  Classement général
    -  Classement du meilleur jeune
    - 15e et 20e étapes

  - 3e du Tour de la Communauté valencienne
- 2021
  - 10e du Critérium du Dauphiné
- 2022
  - 8e du Critérium du Dauphiné
- 2023
  - 4e étape du Tour de la Communauté valencienne
  - Tour des Alpes : 
    - Classement général
    - 1re et 2e étapes

  - 3e du Tour de la Communauté valencienne
  - 3e de Tirreno-Adriatico
- 2024
  - 9e du Tour de Romandie
- 2025
  - 3e du Tour de Slovénie

### Résultats sur les grands tours

#### Tour de France
1 participation
- 2021 : 60e

#### Tour d'Italie
3 participations
- 2019 : abandon (13e étape)
- 2020 :  Vainqueur du classement général,  vainqueur du classement du meilleur jeune, vainqueur des 15e et 20e étapes
- 2023 : abandon (11e étape)

#### Tour d'Espagne
4 participations
- 2018 : 62e
- 2019 : 20e
- 2022 : 18e
- 2024 : 62e

### Classements mondiaux
| Année                                 | 2014 | 2015 | 2016 | 2017 | 2018 | 2019 | 2020 | 2021 | 2022 | 2023 | 2024 |
| ------------------------------------- | ---- | ---- | ---- | ---- | ---- | ---- | ---- | ---- | ---- | ---- | ---- |
| UCI World Tour                        |      |      | nc   | 169e | 132e |      |      |      |      |      |      |
| Classement mondial                    |      |      | 256e | 276e | 273e | 123e | 17e  | 333e | 230e | 74e  | 499e |
| UCI Europe Tour                       | 524e | 518e | 174e | 264e | 499e | 102e | 15e  | 281e | 189e | 62e  | nc   |
| UCI America Tour                      | nc   | 99e  | 67e  | nc   | nc   |      |      |      |      |      |      |
|                                       |      |      |      |      |      |      |      |      |      |      |      |
| Légende : nc = non classéSource : UCI |      |      |      |      |      |      |      |      |      |      |      |

## Palmarès sur piste

### Championnats d'Europe
- Anadia 2012
  -  Médaillé d'argent de la poursuite par équipes juniors

### Championnats nationaux
- 2011
  - 2e du championnat de Grande-Bretagne de course aux points juniors
- 2012
  - 2e du championnat de Grande-Bretagne de l'américaine juniors
- 2013
  - 2e du championnat de Grande-Bretagne de poursuite juniors